# Shane Malcolm
Shane Andre Malcolm (sinh ngày 13 tháng 10 năm 1991) là một cầu thủ bóng đá quốc tế người Guam gốc Jamaica thi đấu ở vị trí tiền vệ tấn công cho Colorado Springs Switchbacks và đội tuyển quốc gia Guam.

## =Câu lạc bộ
Tính đến ngày 10 tháng 2 năm 2016
| Câu lạc bộ          | Mùa giải            | Giải đấu            | Giải đấu | Giải đấu | Cúp quốc gia | Cúp quốc gia | Cúp liên đoàn | Cúp liên đoàn | Châu lục | Châu lục | Khác | Khác | Tổng cộng | Tổng cộng |
| Câu lạc bộ          | Mùa giải            | Hạng                | Trận     | Bàn      | Trận         | Bàn          | Trận          | Bàn           | Trận     | Bàn      | Trận | Bàn  | Trận      | Bàn       |
| ------------------- | ------------------- | ------------------- | -------- | -------- | ------------ | ------------ | ------------- | ------------- | -------- | -------- | ---- | ---- | --------- | --------- |
| RoPS (trialist)     | 2016                | Veikkausliiga       | 0        | 0        | 0            | 0            | 3             | 1             | 0        | 0        | -    | -    | 3         | 1         |
| Tổng cộng sự nghiệp | Tổng cộng sự nghiệp | Tổng cộng sự nghiệp | 0        | 0        | 0            | 0            | 3             | 1             | -        | -        | -    | -    | 3         | 1         |

### Quốc tế
| Guam      | Guam | Guam |
| Năm       | Trận | Bàn  |
| --------- | ---- | ---- |
| 2014      | 8    | 1    |
| 2015      | 9    | 0    |
| 2016      | 5    | 2    |
| 2018      | 3    | 0    |
| 2019      | 2    | 1    |
| Tổng cộng | 27   | 4    |

Tính đến ngày 5 tháng 9 năm 2019

### Bàn thắng quốc tế
Bàn thắng và kết quả của Guam được để trước
| #  | Ngày                 | Địa điểm                                          | Đối thủ           | Bàn thắng | Kết quả | Giải đấu                 |
| -- | -------------------- | ------------------------------------------------- | ----------------- | --------- | ------- | ------------------------ |
| 1. | 13 tháng 11 năm 2014 | Sân vận động Trung tâm Đài Bắc, Đài Bắc, Đài Loan | Đài Bắc Trung Hoa | 2–0       | 2–1     | EAFF East Asian Cup 2015 |
| 2. | 19 tháng 3 năm 2016  | Sân vận động Trung tâm Đài Bắc, Đài Bắc, Đài Loan | Đài Bắc Trung Hoa | 2–1       | 2–3     | Giao hữu                 |
| 3. | 6 tháng 11 năm 2016  | Sân vận động Vượng Giác, Vượng Giác, Hồng Kông    | Hồng Kông         | 2–3       | 2–3     | EAFF East Asian Cup 2017 |
| 4. | 11 tháng 6 năm 2019  | Trung tâm Đào tạo bóng đá Guam, Dededo, Guam      | Bhutan            | 3–0       | 5–0     | Vòng loại World Cup 2022 |